# Salt Water Tabby
«Морской котик» (англ. Salt Water Tabby) — тридцать первый эпизод в серии короткометражек «Том и Джерри». Дата выпуска: 12 июля 1947 года.

## Сюжет
Том выходит из клубного домика на пляже и бежит к морю, собираясь нырять, но зацепившись купальным костюмом за дверь, притягивается назад к клубу, частично ломая его. Том опять выбегает из клуба и прыгает в воду, но происходит отлив, и кот попадает в кучу мусора. «Поплавав» в мусоре, Том выходит на берег и отправляется на прогулку по берегу, вытряхивая по пути мусор из костюма. По дороге Том видит кошку Тудлз, и, засмотревшись, не замечает, как попадает прямо в мусорный бак. Бак выставляет на рулетке три одинаковых знака, подобно «однорукому бандиту», и выбрасывает Тома прямо к Тудлз. Том подмигивает кошке и, несмотря на её отвращение, выпивает её содовую и съедает её хот-дог. Кот подвигается к Тудлз, и на него вдруг падают томат и банановая кожура. Том заглядывает в корзину для пикника и видит Джерри, поедающего припасы.
Том угрожает Джерри мухобойкой, но мышонок кидает ему в глаза по два яйца и оливки. Разозлённый Том вытаскивает из корзины Джерри, повисшего на сельдерее. Объедая сельдерей, мышонок увлекается и надкусывает руку Тома. Пользуясь моментом, Джерри прячется за камни. Том пытается вытащить оттуда Джерри, но вытаскивает краба, который щиплет ему усы клешнями и надрезает хвост, превращая его в фигурную гирлянду. Том в порыве мести гонится за Джерри, но вдруг, мышонок останавливает Тома возле пляжного зонтика, который Джерри закрывает, запирая в нём Тома. Джерри тоже встречает краба и развязывается новая погоня, заканчивающаяся в купальном костюме Тома. Краб опять щиплет кота.
Джерри достаёт из корзины бутылку с колой, но, пытаясь открыть её, задевает Тома. Том открывает колу и насаживает крышку мышонку на голову, закрывая ему глаза. Временно ослепший мышонок подходит к упомянутому крабу, снимает с себя крышку, используя его клешню, как консервный нож, и чудом избежав щипка этой клешнёй, убегает от краба к месту посиделок Тома и Тудлз. Джерри подкладывает в сэндвич Тома ракушку, после чего кот, съедая сэндвич, переламывает себе зубы. Наблюдавшей за ним Тудлз кот строит улыбку сломанными зубами.
Пока Том насыпает сахар в кофе, Джерри подменяет сахарницу ведром с песком. Выпив кофе, Том начинает кашлять и плеваться. Джерри вручает ему ведро солёной воды. Том выпивает всё ведро, но тут же выплевывает всё на Тудлз, портя ей настроение.
Том накрывает Джерри ведёрком с песком и обрезает получившийся кулич лопаткой. Ни обнаруживая мышонка, Том копает песок, а Джерри, исподтишка, закапывает кота, а под конец сгибает лопатку. Когда Том вылезает из-под песка, Джерри отпускает лопатку, избивая Тома в лицо, а сам прячется в корзине. Том вытаскивает оттуда банан и замечает спрятавшегося в нём мышонка. Джерри задерживает кота и во второй раз запирает Тома в зонте. Джерри вылезает из зонта, но падает в бутылку с колой, которую тогда достал из корзины. Том трясёт бутылку, и под действием газов, последняя запускает Джерри в океан, возле деревянного столбика. Мышонок берет водоросли, складную ракушку, надевает их на столбик, рисует на нём лицо и кричит, как тонущая девушка, призывающая на помощь. Том прыгает на творение Джерри, но налетает головой на столбик и падает в воду.
Кот снова бросается в погоню. Джерри выпускает воздух из надувного морского конька, и последний летит прямо к Тому. Кот проглатывает игрушку и летает по всему пляжу, а когда воздух заканчивается, кот стремительно падает с высоты на берег, проделывая в нём отверстие, которое заполняет водой прилив. Том всплывает оттуда, уже сидя на надутом коньке, и остается смотреть, как Джерри под музыку Алоха Оэ уплывает на корзине под парусом из купальника Тома.